# Похолодання середньобронзової доби
Похолодання середньої бронзової доби — передостанній етап суббореального кліматичного періоду, пов'язаний з незвичайно холодним кліматом в регіоні Північної Атлантики. Тривав приблизно з 1800 по 1500 р. до н. е. (за застарілою некаліброваною радіовуглецевою хронологією — близько 1500—1300 рр. до н. е.).
Змінилося кліматичним оптимумом пізньої бронзової доби 1500—900 рр. до н. е..
Під час цього похолодання сталася серія великих вивержень вулканів, у тому числі Везувію (Авеллінське виверження, ~1660 до н. е.), гори (Аніакчак) (~1645 до н. е.), і Санторині (Мінойське виверження, ~1620 до н. е.).